# Стара Малукса
Стара́ Малу́кса (рос. Старая Малукса) — селище в Кіровському районі Ленінградської області, Росія.